# E'Ville
Pour plus de détails, voir Fiche technique et Distribution.
E'Ville est film documentaire réalisé par Bob Nelson Makengo, sorti en 2018,.

## Distinctions

### Sélections
- 2019  : Africlap - Festival des Cinémas d'Afrique de Toulouse, Toulouse (France) ;
- 2018 : Festival de Cinéma de Douarnenez - Gouel Ar Filmou, Douarnenez (France)

### Prix
- 2019 : Prix du meilleur court-métrage au Festival du film documentaire de Saint-Louis,  Saint-Louis (Sénégal).